# باول غيبهارد
باول غيبهارد (بالإنجليزية: Paul Gebhard)‏ هو عالم إنسان أمريكي، ولد في 3 يوليو 1917 في روكي فورد في الولايات المتحدة، وتوفي في 9 يوليو 2015 في ناشفيل في الولايات المتحدة.

## وصلات خارجية
- باول غيبهارد على موقع IMDb (الإنجليزية)